# (1671) Chaika
(1671) Chaika ist ein Asteroid des Hauptgürtels, der am 3. Oktober 1934 vom russischen Astronomen Grigori Nikolajewitsch Neuimin in Simejis entdeckt wurde.
Die Benennung des Asteroiden erfolgte zu Ehren der russischen Kosmonautin Walentina Wladimirowna Tereschkowa. Chaika ist das russische Wort für Möwe.